# 내구성

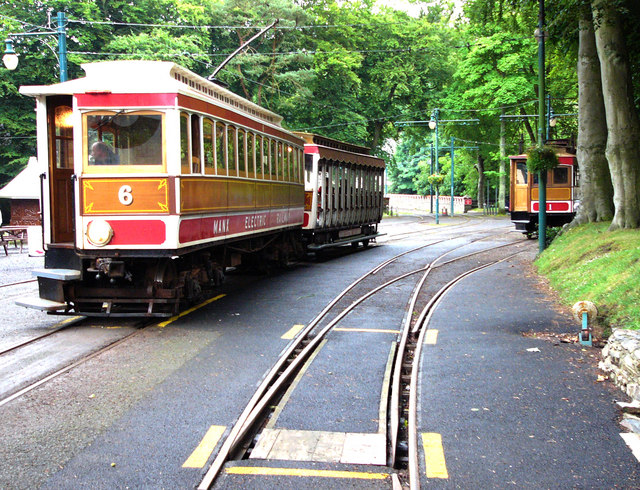
맨섬의 Manx Electric Railway는 1906년부터 오늘날까지 100년 넘게 운행 중이다.

내구성(耐久性, durability)은 설계 수명을 넘어 정상 동작하는 문제와 마주칠 때 과도한 유지보수나 수리의 필요 없이 물리적인 상품이 기능을 유지하도록 하는 능력이다.:5 사용 상 내구성의 측정 기준은 여러 가지가 있는데, 여기에는 수명 연한, 사용 시간, 수많은 운영 사이클이 포함된다. 경제학에서 서비스 수명이 긴 상품은 내구소비재로 부른다.

## 같이 보기
- 내구 연한
- 가용성
  - 일회용품
- 내구소비재